# Episodi de I Roper (seconda stagione)
La seconda e ultima stagione della sitcom I Roper è stata trasmessa negli Stati Uniti dal 15 settembre 1979 al 18 maggio 1980.
| n° | Titolo originale                  | Titolo italiano | Prima TV USA      | Prima TV Italia |
| -- | --------------------------------- | --------------- | ----------------- | --------------- |
| 1  | The Party                         |                 | 15 settembre 1979 | 1987            |
| 2  | Days of Beer and Rosie            |                 | 22 settembre 1979 | 1987            |
| 3  | Power Play                        |                 | 29 settembre 1979 | 1987            |
| 4  | Baby Talk                         |                 | 6 ottobre 1979    | 1987            |
| 5  | Two for the Road                  |                 | 13 ottobre 1979   | 1987            |
| 6  | Puppy Love                        |                 | 20 ottobre 1979   | 1987            |
| 7  | All Around the Clock              |                 | 27 ottobre 1979   | 1987            |
| 8  | Odd Couples                       |                 | 3 novembre 1979   | 1987            |
| 9  | Pal Joey                          |                 | 17 novembre 1979  | 1987            |
| 10 | Helen Makes Music                 |                 | 24 novembre 1979  | 1987            |
| 11 | The Skeleton                      |                 | 1 dicembre 1979   | 1987            |
| 12 | The Other Man                     |                 | 15 dicembre 1979  | 1987            |
| 13 | And Who's Been Sleeping in My...? |                 | 26 gennaio 1980   | 1987            |
| 14 | Jenny's Date                      |                 | 2 febbraio 1980   | 1987            |
| 15 | Of Mice and Horses                |                 | 9 febbraio 1980   | 1987            |
| 16 | Family Feud                       |                 | 16 febbraio 1980  | 1987            |
| 17 | The Other Woman                   |                 | 1 marzo 1980      | 1987            |
| 18 | Men About the House               |                 | 8 marzo 1980      | 1987            |
| 19 | Old Flames                        |                 | 15 marzo 1980     | 1987            |
| 20 | The Rummage Sale                  |                 | 1 maggio 1980     | 1987            |
| 21 | Four Letter Word                  |                 | 8 maggio 1980     | 1987            |
| 22 | Mother's Wake                     |                 | 18 maggio 1980    | 1987            |

## The Party
- Titolo originale: The Party
- Diretto da: Jack Shea
- Scritto da: George Burditt

### Trama
Stanley organizza una festa per Helen e chiede aiuto a Jack, Janet e Chrissy, i suoi vecchi inquilini.
- Guest star: John Ritter (Jack Tripper), Joyce DeWitt (Janet Wood), Suzanne Somers (Chrissy Snow).
- Nota. Questo è l'ultimo episodio con i personaggi della serie madre Tre cuori in affitto.

## Days of Beer and Rosie
- Titolo originale: Days of Beer and Rosie
- Diretto da: Jack Shea
- Scritto da: George Burditt

### Trama
Un uomo sostiene di essere il figlio di Stanley nato da una relazione che l'uomo aveva anni fa. Nel frattempo, i Brookes vogliono iscrivere David in una scuola privata.
- Guest star: Peggy Converse (Signora Hollingsworth), Squire Fridell (Bill), Vernon Weddle (Ernest Grimes).
- Nota. Basato sull'episodio La notte della vittoria di George e Mildred.

## Power Play
- Titolo originale: Power Play
- Diretto da: Jack Shea
- Scritto da: Martin Rips e Joseph Staretski

### Trama
Stanley non ha pagato la bolletta della corrente elettrica e decide di usare l'elettricità dei Brookes. 
- Guest star: Rod Colbin (Hubert Armbrewster), Dena Dietrich (Ethel Armbrewster), Cliff Norton (Don Webster).
- Nota. Basato sull'episodio A lume di candela di George e Mildred.

## Baby Talk
- Titolo originale: Baby Talk
- Diretto da: Jack Shea
- Scritto da: George Burditt

### Trama
Dopo aver badato a David, Helen decide di adottare un bambino. Quando le viene detto che lei e suo marito non hanno più l'età adatta, Stanley regala alla moglie un cane.
- Guest star: Lois Areno (Debbie Hopper), Henry Sutton (Reverendo Munson), Beverly Dixon (Hortense Bell), Missy Howard (Bambina).
- Nota. Basato sull'episodio Qui ci vuole un figlio di George e Mildred.

## Two for the Road
- Titolo originale: Two for the Road
- Diretto da: Jack Shea
- Scritto da: Wayne Kline, Martin Rips e Joseph Staretski

### Trama
Sia Stanley che Jeffrey litigano con le loro mogli ed escono insieme. I due si ubriacheranno e finiranno nei guai.
- Guest star: Dick Christie (Agente Hibbs), Alan Koss (Agente Slade), Art K. Koustik (Barista), Fred Pinkard (Guardia).
- Nota. Evan Cohen è assente in questo episodio.

## Puppy Love
- Titolo originale: Puppy Love
- Diretto da: Jack Shea
- Scritto da: Martin Rips e Joseph Staretski

### Trama
Stanley non trova più il cane e compra un sosia per evitare che Helen lo scopra.
- Guest star: Lois Areno (Debbie Hopper), Martin Ferrero (Venditore), Sheila Rogers (Cliente).
- Nota. Basato sull'episodio Un cane tira l'altro di George e Mildred.

## All Around the Clock
- Titolo originale: All Around the Clock
- Diretto da: Jack Shea
- Scritto da: George Burditt

### Trama
Per il giorno del loro anniversario di matrimonio, Stanley regala a Helen un orologio antico. Quando si viene a sapere che i Brookes sono stati derubati, Helen teme che l'orologio appartenga ai vicini e tenta di riportarlo in casa.
- Guest star: Joey Forman (Agente McNab), Sam McMurray (Charles Remington).
- Nota. Basato sull'episodio L'ora illegale di George e Mildred.

## Odd Couples
- Titolo originale: Odd Couples
- Diretto da: Jack Shea
- Scritto da: Mark Fink

### Trama
Nella cucina dei Roper scoppia un incendio e i Brookes decidono di ospitarli momentaneamente.
- Guest star: Carleton Carpenter (Roland Calvert).

## Pal Joey
- Titolo originale: Pal Joey
- Diretto da: Jack Shea
- Scritto da: Martin Rips e Joseph Staretski

### Trama
Stanley decide di comprare dal suo amico Joey dei nuovi mobili per impressionare la sorella di Helen. Roper però non sa che i mobili appena acquistati appartenevano proprio alla cognata.
- Guest star: Rod Colbin (Hubert Armbrewster), Dena Dietrich (Ethel Armbrewster), Richard B. Shull (Joey).
- Nota. Evan Cohen è assente in questo episodio.

## Helen Makes Music
- Titolo originale: Helen Makes Music
- Diretto da: Jack Shea
- Scritto da: Stephen Neigher

### Trama
Anne chiede a Helen di mostrare una casa ad un potenziale acquirente.
- Guest star: Matthew Tobin (Donald Carey).

## The Skeleton
- Titolo originale: The Skeleton
- Diretto da: Jack Shea
- Scritto da: Alan Hackney

### Trama
Lo zio di Jeffrey arriva in visita proprio quando i Brookes aspettano l'arrivo di un membro del Congresso.
- Guest star: Barry Nelson (Bill).

## The Other Man
- Titolo originale: The Other Man
- Diretto da: Jack Shea
- Scritto da: Neil Rosen e George Tricker

### Trama
Helen, con l'aiuto dei Brookes, cerca di far ingelosire Stanley fingendo di avere una relazione con il giardiniere.
- Guest star: Jillian Kesner (Linda Graham), Jay Varela (Signor Ramirez), Dante D'Andre (Signore), Julio Medina (Signore).

## And Who's Been Sleeping in My...?
- Titolo originale: And Who's Been Sleeping in My...?
- Diretto da: Jack Shea
- Scritto da: George Burditt, Stephen Neigher, Don Nicholl, Michael Ross e Bernard West

### Trama
I Roper scoprono che nel loro ripostiglio vive una ragazza. Helen vorrebbe farla rimanere ma Stanley non è dello stesso parere.
- Guest star: Louise Vallance (Jenny Ballinger)

## Jenny's Date
- Titolo originale: Jenny's Date
- Diretto da: Jack Shea
- Scritto da: Martin Rips e Joseph Staretski

### Trama
Stanley promette cinquanta dollari al nipote dei Brookes, Michael, se uscirà con Jenny.
- Guest star: Louise Vallance (Jenny Ballinger), Edward Edwards (Michael Dinkelmann).

## Of Mice and Horses
- Titolo originale: Of Mice and Horses
- Diretto da: Jack Shea
- Scritto da: George Burditt

### Trama
Ethel cerca di ottenere da Helen un prezioso oggetto prima che la sorella si renda conto del suo valore.
- Guest star: Louise Vallance (Jenny Ballinger), Dena Dietrich (Ethel Armbrewster), Lucille Benson (Madre).
- Nota. Basato sull'episodio L'eredità del papà buonanima di George e Mildred. Evan Cohen è assente in questo episodio.

## Family Feud
- Titolo originale: Family Feud
- Diretto da: Jack Shea
- Scritto da: Katherine Green e Barbara Allyn

### Trama
La festa di compleanno di Helen e David rischia di essere rovinata dai litigi tra i Roper e i Brookes. 
- Guest star: Louise Vallance (Jenny Ballinger).

## The Other Woman
- Titolo originale: The Other Woman
- Diretto da: Jack Shea
- Scritto da: Stephen Neigher

### Trama
Helen ha il sospetto che Stanley la tradisca con un'altra donna.
- Guest star: Louise Vallance (Jenny Ballinger), Jordan Charney (Signor McLaughlin), Lola Mason (Lucille Pomeroy), Paul Valentine (Maître).

## Men About the House
- Titolo originale: Men About the House
- Diretto da: Jack Shea
- Scritto da: Martin Rips e Joseph Staretski

### Trama
I Brookes non possono badare a David e sono costretti a lasciare il bambino a Stanley, impegnato in un incontro di poker.
- Guest star: Richard B. Shull (Joey).

## Old Flames
- Titolo originale: Old Flames
- Diretto da: Jack Shea
- Scritto da: Martin Rips e Joseph Staretski

### Trama
Stanley diventa geloso quando Helen decide di incontrare un suo vecchio fidanzato, così anche lui cerca di ritrovarsi con una vecchia fidanzata.
- Guest star: Louise Vallance (Jenny Ballinger), Lucille Benson (Madre), James Callahan (Tom Cummins), Gloria LeRoy (Gloria Mealy), Joe George (Barista), Mickey Deems (Signore).
- Nota. Basato sull'episodio Evasioni parallele di George e Mildred.

## The Rummage Sale
- Titolo originale: The Rummage Sale
- Diretto da: Jack Shea
- Scritto da: George Burditt

### Trama
Helen accidentalmente dona in beneficenza delle riviste per adulti di Stanley.
- Guest star: Louise Vallance (Jenny Ballinger), Edward Grover (Reverendo Harper).
- Nota. Basato sull'episodio Tutto sesso siamo inglesi di George e Mildred.

## Four Letter Word
- Titolo originale: Four Letter Word
- Diretto da: Jack Shea
- Scritto da: George Burditt

### Trama
Stanley scopre che suo cognato Hubert sta organizzando un viaggio ad Acapulco con la sua segretaria.
- Guest star: Louise Vallance (Jenny Ballinger), Rod Colbin (Hubert Armbrewster), Dena Dietrich (Ethel Armbrewster), Timothy Blake (Louise Cooper).
- Nota. Basato sull'episodio Tutto sulle sue spalle di George e Mildred. Ultima apparizione di Evan Cohen.

## Mother's Wake
- Titolo originale: Mother's Wake
- Diretto da: Jack Shea
- Scritto da: George Burditt

### Trama
Helen e le sue sorelle sono scioccate dalla richiesta della loro madre, la quale vorrebbe discutere del suo funerale.
- Guest star: Louise Vallance (Jenny Ballinger), Lucille Benson (Madre), Dena Dietrich (Ethel Armbrewster), Lois Areno (Debbie Hopper), Darcy Pulliam (Hilda), Henry Sutton (Reverendo Munson).
- Nota. Ultima apparizione di Audra Lindley, Norman Fell, Jeffrey Tambor, Patty McCormack e Louise Vallance. Nonostante sia l'ultimo episodio, questo non è il finale vero e proprio della serie.